# Comarca Sur (La Gomera)
Die Comarca Sur ist eine der 15 Comarcas in der Provinz Santa Cruz de Tenerife.
Die im Süden der Insel La Gomera gelegene Comarca umfasst drei Gemeinden auf einer Fläche von 195,37 km².

## Gemeinden
| Gemeinde                   | Einwohner (2024) | Fläche km² | Dichte Einw./km² | Cod INE | Postleitzahl                      |
| -------------------------- | ---------------- | ---------- | ---------------- | ------- | --------------------------------- |
| Alajeró                    | 2.071            | 49,42      | 42               | 38003   | 38810–38813                       |
| San Sebastián de La Gomera | 9.562            | 113,59     | 84               | 38036   | 38880, 38811, 38813               |
| Valle Gran Rey             | 4.854            | 32,36      | 150              | 38049   | 38852, 38869, 38870, 38879, 38892 |
| Comarca Sur                |                  | 195,37     | 0                | –       | –                                 |

## Nachweise
1. ↑  Instituto Nacional de Estadística Municipal Register of Spain
2. ↑  Regionen und Großregionen der Kanarischen Inseln, territoriale Abgrenzungen für statistische Zwecke